# Ricardo de Courcy
Ricardo de Courcy (c. 1040-1098), fue un noble caballero anglonormando, señor de Courcy. Era hijo de Robert de Courcy (c. 1020-1061), a su vez hijo de Baldric de Beaugency. Heredero de la familia de Courcy. Siguió a Guillermo el Conquistador y participó en la batalla de Hastings, poco después de la conquista de Inglaterra, recibió tierras en Stoke Courcy, en Somerset (hoy Stogursey); Nuneham Courtenay en Oxfordshire, Sarsden y Foscot. Al morir el rey Guillermo en 1087, las propiedades se dividieron entre sus dos hijos mayores: Normandía para el mayor, Roberto Curthose, e Inglaterra para el siguiente, Guillermo Rufus. Durante los nueve años siguientes, ambos hermanos intentaron apoderarse de las tierras del otro. La mayor parte de la nobleza, tanto de Inglaterra como de Normandía, se inclinó entre uno de los hijos, pero algunos magnates fueron testigos de los documentos de ambos. Ricardo fue uno de los testigos de las cartas del duque Roberto y del rey Guillermo II. Pese a ser un gran benefactor del convento de la Santísima Trinidad de Caen, Ricardo, junto con Guillermo Bertram, fue denunciado por las monjas, por robar en su convento tras la muerte de Guillermo el Conquistador.
Ricardo, junto con Hugo de Grandmesnil, se opuso a los intentos de Robert de Bellême por expandir sus tierras. Poco antes de la Navidad de 1090, estalló una pequeña guerra entre Roberto de Bellême, por un lado, y Ricardo y Hugo, por el otro. Roberto de Bellême consiguió la ayuda del duque Roberto Curthose para apoderarse del castillo de Ricardo en Courcy. Esto impulsó a Ricardo y Hugo a pedir ayuda al hermano del duque, el rey Guillermo Rufus. Desde el 1 de enero de 1091 hasta al menos el 23 de enero de 1091, Courcy fue sitiada por Roberto de Bellême y el duque Roberto. El asedio se levantó cuando el rey Guillermo desembarcó en Normandía a finales de enero o principios de febrero. El obispo Gerardo de Seez intentó mediar en la disputa y el asedio, pero estos esfuerzos terminaron con la muerte de Gerardo el 23 de enero de 1091. Ricardo permaneció en la corte del rey Guillermo entre 1091 y 1094, según consta en documentos reales de ese período.

## Herencia
Se casó con una dama llamada Wandelmode (Gaudelmodis, c. 1045-1065) y fruto de esa relación nacieron dos hijos:
- Roberto II de Courcy, barón de Stoke Courcy (c. 1058-1102). Mayordomo o senescal de Enrique I de Inglaterra;
- Guillermo I de Courcy, barón de Stogursey (c. 1072-1114). Dapifer o senescal de Enrique I de Inglaterra.